# Theo Landmann
Theo M. Landmann (ur. 10 lutego 1903 w Gdańsku, zm. 29 maja 1978 w Osnabrück) – niemiecki witrażysta i malarz szkła. 

## Życiorys
Theo M. Landmann w latach 1921–1922 studiował malarstwo u Fritza Pfuhle'a na Wyższej Szkole Technicznej Wolnego Miasta Gdańska. Przez cztery semestry był także wolnym słuchaczem na wydziale architektury i historii sztuki. W 1923 roku uczęszczał do berlińskiej państwowej szkoły artystycznej (Staatliche Kunstschule Berlin) i był uczniem Georga Tapperta i Philippa Francka. Ze względu na trudną sytuację ekonomiczną po hiperinflacji nie był w stanie kontynuować studiów. Po odbyciu stażu w zjednoczonych południowo-niemieckich warsztatach witrażu i mozaiki (Vereinigten Süddeutschen Werkstätten für Glasmalerei und Mosaik) w Solln pod Monachium, w 1925 r. zatrudnił się w zakładzie G. Deppen und Söhne w Osnabrück i pracował tam jako malarz szkła do 1927 r. W latach 1928–1929 był uczniem Jana Thorna Prikkera w Kölner Werkschulen w Kolonii, a od 1929 r. pracował jako niezależny artysta w Osnabrück. W 1939 r. poślubił artystkę-ceramik Ruth Kerckhoff. Po przerwie w czasie II wojny światowej kontynuował samodzielną działalność od 1945 r., a od 1967 r. był także nauczycielem sztuki. Zmarł w 1978 r. w wieku 75 lat. Został pochowany na cmentarzu Heger w Osnabrücku. 

## Twórczość
W 1925 r., w wieku 22 lat, Theo M. Landmann zaprojektował pięć figuratywnych witraży do kościoła św. Antoniego w Gdańsku-Brzeźnie. Było to jego pierwsze duże dzieło. Potem zaczął otrzymywać z całych Niemiec dalsze zlecenia na dzieła o tematyce sakralnej. Współpracował m.in. z architektami Dominikusem Böhmem i Theo Burlage. 
W latach dwudziestych i trzydziestych XX w. jego działalność artystyczna obejmowała także projekty tapiserii figuratywnych oraz licznych fresków, z których niektóre wykonał własnoręcznie. Wiele z tych prac zostało zniszczonych podczas II wojny światowej. 
Po 1945 r. zlecenia jakie otrzymywał koncentrowały się w północnych Niemczech. Projektował okna do kościołów, budynków użyteczności publicznej oraz dla klientów prywatnych. Tworzył witraże z motywami figuratywnymi, symbolicznymi i ornamentalnymi. Stosował techniki ołowiane i szkło trawione. Wykonywał także witraże szklano-betonowe.

### Dzieła
- 1925-1928 - witraże w kościele św. Antoniego w Gdańsku-Brzeźnie[1]
- po 1925 r. - witraże w kościele Matki Boskiej Nieustającej Pomocy w Pruszczu Gdańskim[2][3]
- 1926 - witraże w kościele św. Jakuba w Człuchowie[4]
- 1928-1929 - freski w kościele św. Antoniego w Pile[5]
- 1929 - trzy witraże w kościele katolickim św. Bonifacego w Lipsku-Connewitz (architekt: Theo Burlage)
- 1929-1930 - witraże w kościele katolickim św. Franciszka w Schöninghsdorf (architekt: Theo Burlage)
- 1930 - witraże w baptysterium kościoła katolickiego św. Elżbiety w Birken-Honigsessen (architekt: Dominikus Böhm)
- 1931 - cztery witraże „Życie św. Elżbiety” w kaplicy szpitala św. Elżbiety w Lipsku
- 1937 - sgraffito w kościele św. Brunona w Giżycku[6]
- 1940 - witraże w kościele św. Anny w Przechlewie[7][8]
- 1956-1958 - witraże w kościele katolickim Świętej Rodziny w Rzymie
- 1967-1968 - witraże szklano-betonowe w ewangelicko-luterańskim kościele św. Tomasza w Bohmte[9]
- 1971 - witraże w kościele katolickim św. Stefana w Dahme (Holstein)[10]
- 1977 - witraże w kościele katolickim św. Bonifacego w Wittmund